# Kazakhstan International “Oil & Gas” Exhibition

Logo

Die Kazakhstan International "Oil & Gas" Exhibition (kurz KIOGE) ist eine Fachmesse für die internationale Erdöl- und Erdgasbranche. Sie findet seit 1992 jedes Jahr im Oktober im Atakent Expo Exhibition Centre in Almaty statt.

## Bereiche
Die Kazakhstan International "Oil & Gas" Exhibition gliedert sich in folgende Bereiche:
- Öl und Gas Produktion und Verarbeitung
- Öl und Gas Ausrüstung
- Öl und Gas Transport, andere Transportdienstleistungen, Logistik
- Geophysikalische Dienstleistungen
- Umweltdienstleistungen
- Projektforschung und Ausführung
- Konstruktion
- Technik und Unternehmensberatung
- Kundendienst bei Erdöl- und Erdgasfeldern
- Industrielle und individuelle Absicherungsmöglichkeiten
- Software

## Daten und Fakten
Unter den knapp 500 Ausstellern auf der Kazakhstan International "Oil & Gas" Exhibition 2010 waren Unternehmen vorwiegend aus Asien und Europa vertreten. Asiatische Unternehmen kamen vor allem aus Kasachstan (zum Beispiel Air Astana, KazMunayGas, KazTransGas, KazTransOil oder KSP Steel), Russland (zum Beispiel Gazprom, TMK oder Transneft) und der Volksrepublik China (zum Beispiel die China National Petroleum Corporation). Auch INPEX und Toyota aus Japan waren vertreten.
Europäische Aussteller kommen meistens aus Deutschland oder Italien aber auch aus Österreich, Belgien, der Schweiz und Rumänien. Unter den deutschen Unternehmen waren unter anderem DHL, MAN Diesel & Turbo, MWM, Phoenix Contact, die Salzgitter AG, Siemens, ThyssenKrupp GfT Bautechnik, Bartec und Blohm + Voss vertreten.
Außerdem waren die Hoerbiger Holding aus der Schweiz, GE Energy und National Oilwell Varco aus den Vereinigten Staaten und SOCAR aus Aserbaidschan unter den Ausstellern.
| Jahr | Zeitraum          | Fachbesucher | Aussteller | Ausstellungsfläche in Quadratmetern | Quellen |
| ---- | ----------------- | ------------ | ---------- | ----------------------------------- | ------- |
| 2009 | 6. bis 9. Oktober | 8.672        | 503        | 19.259                              | [ 2 ]   |
| 2010 | 6. bis 9. Oktober | 7.184        | 495        | 8.279                               | [ 3 ]   |
| 2011 | 5. bis 8. Oktober | 5.715        | 450        | 8.279                               | [ 4 ]   |